# Conostigmus melanocephalus
Conostigmus melanocephalus är en stekelart som först beskrevs av Karl Henrik Boheman 1832.  Conostigmus melanocephalus ingår i släktet Conostigmus och familjen trefåresteklar. Arten är reproducerande i Sverige. Inga underarter finns listade i Catalogue of Life.